# 木造政宗
木造 政宗（こづくり まさむね）は、室町時代の武将・公家。木造家6代当主。権中納言・木造教親の子。「政」の字は室町幕府第8代将軍足利義政より偏諱を賜ったものである。

## 生涯
文明12年（1480年）従五位下に叙爵し、侍従に任ぜられる。
初めは木造城に拠っていたが、明応5年（1496年）に川北城を築城して弟の康親にこれを守らせた。翌明応6年（1497年）には娘婿・木造師茂を擁護したことから北畠材親の攻撃を受けるが、師茂が自刃したことにより事なきを得た。
しかし材親方との対立は続き、文亀3年（1503年）に木造城が落城し、翌文亀4年（1504年）に材親方と和睦した。
政宗は木造城を喪失した後も戸木城に移り支配領域や家中を保持した。
文亀元年（1501年）正四位下・参議に叙任され公卿に列すが、文亀4年（1504年）参議を辞して出家し、法名は宗威と名乗る。家督は長男の俊茂が継いだ。

## 官歴
『諸家伝』による。
- 文明12年（1480年） 日付不詳：叙爵（従五位下）。4月29日：侍従
- 時期不詳：従五位上
- 長享3年（1489年） 7月2日：正五位下。日付不詳：右近衛少将
- 延徳2年（1490年） 正月：従四位下
- 延徳3年（1491年） 9月9日：右近衛中将
- 明応3年（1494年） 11月1日：従四位上
- 文亀元年（1501年） 2月12日：参議、右近衛中将兼帯。11月14日：正四位下
- 文亀4年（1504年） 5月5日：辞参議。7月19日：出家（法名宗威）

## 系譜
- 父：木造教親
- 母：不詳
- 生母不詳の子女
- 男子：木造俊茂（1495-?）
- 女子：木造師茂室